# Saint-Sauveur-en-Puisaye
Saint-Sauveur-en-Puisaye – miejscowość i gmina we Francji, w regionie Burgundia-Franche-Comté, w departamencie Yonne. Miejsce urodzenia pisarki Sidonie-Gabrielle Colette.
Według danych na rok 1990 gminę zamieszkiwało 1005 osób, a gęstość zaludnienia wynosiła 33 osoby/km² (wśród 2044 gmin Burgundii Saint-Sauveur-en-Puisaye plasuje się na 232. miejscu pod względem liczby ludności, natomiast pod względem powierzchni na miejscu 172.).